# 短二十糎砲

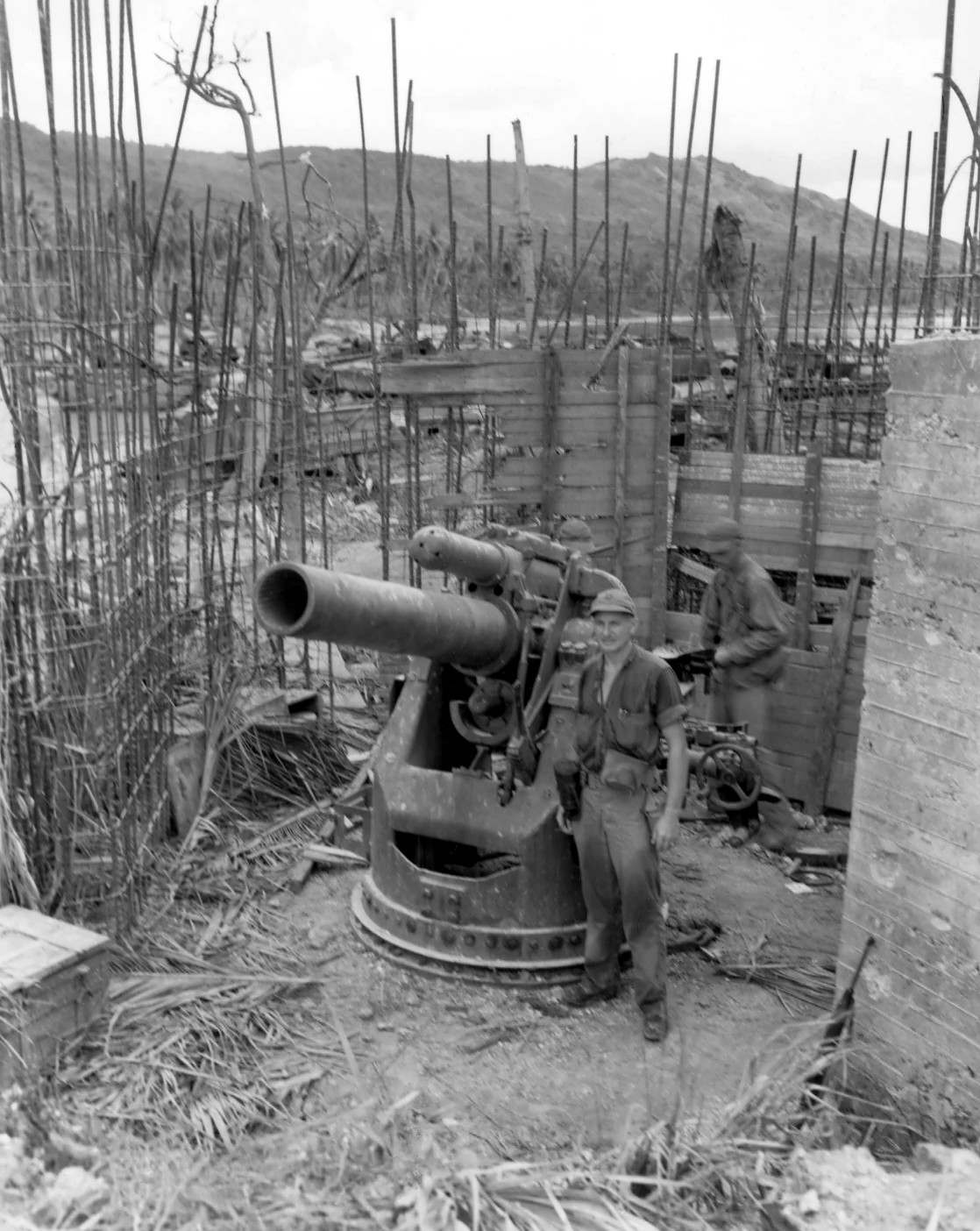
グアムの戦いで鹵獲された短二十糎砲。同砲は沿岸砲としても用いられていた。人との対比による砲の大きさに注目

短二十糎砲（短20cm砲/たんにじゅうせんちほう）は、第二次世界大戦中期に日本海軍が開発した高角砲である。短十二糎砲と同時開発された。

## 概要
短二十糎砲は、商船（特設艦船）の自衛用に開発された簡易急造高角砲である。大仰角を取ることが可能で、対空攻撃も行うために高角砲に分類されているが、実質は対潜を主とし、対潜・対水上・対空兼用の、迫撃砲に似た特性を有する榴弾砲である。外見の特徴として、駐退機が砲身の上方に1本ある。砲身の下方には短い円筒があるが復座機の可能性がある。閉鎖機は、正面向かって右開きの螺旋式閉鎖機である。
TL型戦時標準船などに搭載された。また、沿岸砲としてグアムなど陸上にも配備運用された。
短二十糎砲は初速が低く、射程や射高も短く、砲弾装填時には砲身の仰角を約10度にせねばならなかったので発射速度も低く、対空用にしては大口径であり、主目的は潜水艦による通商破壊戦に対抗するための対潜弾を使用した対潜攻撃であり、対空攻撃は副次的な目的とおもわれる。
しかし、制式採用された大戦末期頃には輸送船自体が既に無く、揚陸して沿岸砲として使う他は使い途が無かったものとおもわれる。しかし、沿岸砲として使用した場合でも、射程や射高が短く、移動不可能な陣地固定式の砲なため、対空戦闘にも対上陸戦にもあまり有効ではなかったようである。
開発と製造は呉海軍工廠にて行われ、短十二糎砲と短二十糎砲は合わせて、昭和18年に230門、昭和19年に230門、昭和20年に40門の計500門が製造された。

## 短二十糎自走砲
昭和20年8月当時、日本陸軍による本砲を九七式中戦車の車体に搭載し自走砲化する短二十糎自走砲（短20cm自走砲/たんにじゅうせんちじそうほう）の計画があったとされるが詳細は不明である。開発担当は第1陸軍技術研究所と大阪陸軍造兵廠。終戦時に進捗率20%以上の半途品2門が大阪陸軍造兵廠第一製造所第十工場にあった。

## 性能要目
- 採用年：昭和18年
- 口径：202mm
- 砲身長：約2.4m（12口径）
- 初速：310m/s（常装）
- 最大射程：6,500m
- 最大射高：3,500m
- 発射速度：3発/分（標準）
- 俯仰角：-15度から+65度
- 俯仰速度：8度/秒
- 旋回角：全周
- 旋回速度：8.6度/秒
- 動力：人力
- 重量：3.75トン（内、砲身重量630kg）
- 使用弾：通常弾（榴弾）、阻塞弾、焼夷弾、焼霰弾、演習弾、対潜弾
- 弾薬包全長：730mm（6.08口径）
- 弾丸重量：50.3kg（一号通常弾）
- 炸薬重量：九一式爆薬12.9kg（一号通常弾）
- 装薬重量：八九式火薬2.0kg（常装）
- 信管：零式時限信管、八八式信管二型、四式信管、対潜信管